# Pablo Íñiguez
Pour les articles homonymes, voir Íñiguez.
Pablo Íñiguez de Heredia Larraz est un footballeur espagnol né le 20 janvier 1994 à Burgos. Il évolue au poste de défenseur central au Hércules de Alicante en prêt du Villarreal CF.

## Palmarès
Vierge